# Ermeton-sur-Biert
Ermeton-sur-Biert (en wallon Ermeton-so-Bier) est un village de Wallonie situé dans l'Entre-Sambre-et-Meuse sur la partie supérieure de la Molignée. Il fait administrativement partie de la commune de Mettet  dans la province de Namur en Belgique. C'était une commune à part entière avant la fusion des communes de 1977.

## Étymologie
Le nom d’Ermeton-sur-Biert trouve son origine dans le mot latin armentum signifiant prairie pour gros bétail  et le mot germanique berg signifiant montagne mais voulant vraisemblablement dire colline dans ce cas-ci. Selon d'autres sources, biert proviendrait du mot biesme, la "rivière aux castors". Le terme « Biesme » proviendrait de la traduction germanique du mot castor (Bebronna : il semblerait que bon nombre de castors vivaient autrefois sur les bords du cours d'eau. Le mot "bebronna" a donné en néerlandais "Beveren", mais aussi "Bièvre". Dans la commune confluent les rivières de "Biesmerée" et "Behoûde" pour donner la "Molignée".

## Démographie
- Sources:INS, Rem:1831 jusqu'en 1970=recensements, 1976= nombre d'habitants au 31 décembre

## Histoire

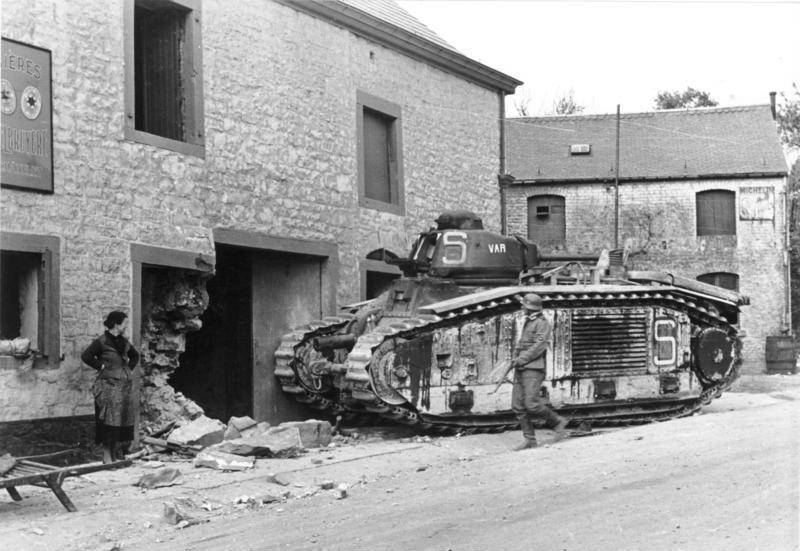
Char français B1 bis, baptisé « Var », du de char de combat (1re division cuirassée) abandonné sur panne à Ermeton le 14 mai 1940 à la veille de la bataille de Flavion.

Au XVIe siècle, quatre procès pour sorcellerie eurent lieu à Ermeton.
Dès le dernier quart du XVe siècle et jusqu'au XIXe siècle, une activité métallurgique est attestée à Ermeton comme dans tout le Namurois. En 1477, on y fabrique de la fonte pour boulets de canon.
Durant les trois siècles suivants, des martinets servant au travail du fer sont attestés à Ermeton. La localité abrite un haut fourneau producteur de fonte ; une trentaine d'autres sont attestés dans la région. Cela suppose la présence de minerais et de sites d'extraction du fer que la présence, sur le territoire du village, de deux lieux-dits "Ancienne mine" et d'un lieu-dit "Au maka" (martinet hydraulique) atteste encore aujourd'hui .
En 1832, la commune héberge encore un maître de forges aux commandes d'un "martinet composé d'un système de marteaux, d'une chaufferie et de deux tournants [roues] [...] (actionnés) par l'eau". Une partie du minerai utilisé provenait alors de la localité voisine de Fraire.
Ermeton au XVIIIe siècle : voir les cartes de Ferraris no 100 (Florenne) et 118 (Dinant) publiées en 1777.

## Patrimoine et folklore

### Patrimoine architectural
- Eglise Notre-Dame. Elevée en 1853 en style néo-classique[8].
- Le monastère est un ancien château féodal (château d'Oultremont) de plusieurs siècles (XIVe et pour l'essentiel XVIe siècle[9]), restauré en 1632, 1754 et 1903.   Dans un écrit daté de 1202, il est déjà fait mention du manoir d’Ermeton, du donjon et de la chapelle castrale. Le fief d'Ermeton qui faisait partie du Comté de Namur, relevait au XVIe siècle du bailliage de Montaigle. Au début du XIVe siècle, il fut concédé par le comte Jean de Namur à Jacquemin de Bossoit, premier des seigneurs d'Ermeton. En 1612, Richard Godart, maître de forges, acheta la seigneurie qui, après Jacquemin de Bossoit, s'était transmise uniquement par successions et alliances. Ensuite, le château et ses terres ont connu bon nombre de propriétaires différents à l'issue de  ventes successives (la 7e et dernière déterminant l'affectation actuelle à la résidence privée actuelle de M. de Ghellinck en 2021).  En 1856, la comtesse Antoinette de Merode, propriétaire, devenue par son mariage duchesse de Valentinois puis princesse de Monaco, revend le château à M. Henri de Moreau dont la fille unique, Marie, épouse en 1886 le fils du comte Alphonse Hennequin de Villermont. La propriété passe à la famille de Villermont en 1870. Son fils, le comte Henry de Villermont est tué le 5 septembre 1914 au combat de Zammel (Westerloo), sans laisser de descendance. (Le monument actuel situé sur le côté droit du grand porche d’entrée rappelle son souvenir ainsi que celui d’autres habitants de la commune morts au champ d’honneur.)  En 1925, le comte Hadelin d'Oultremont acquit le domaine d'Ermeton-sur-Biert qui fut appelé château d’Oultremont. Par ses fonctions de grand-maître au palais, il reçoit souvent les membres de la famille royale belge, dont le prince Léopold et la princesse Astrid de Suède pour des parties de chasse aux lapins et de pêche à la truite. Les parents d'Astrid y assistaient aux battues annuelles. Le comte Hadelin revendit sa propriété d'Ermeton en 1935 à un géomètre de Bruges, m. Charles Libbrecht. En tout 238 ha, dont une magnifique drève située face au grand porche d’entrée. L'ensemble sera loué en 1937 comme  prieuré pour la Communauté bénédictine de Marlagne qui l'achètera enfin le 18 avril 1942 pour le revendre en 2021[10]. Des tours rectangulaires flanquent cet édifice qui a gardé, intérieurement, une partie de son patrimoine décoratif[9].

- Le Chemin des diligences était une allée bordée d'environ 200 hêtres tricentenaires dont quelques beaux exemplaires de hêtres pourpres. Le site est classé depuis 1983.
- La chapelle dédiée à Saint-Roch, édifice octogonale datée de 1866 située rue d'Anthée.

### Folklore
Depuis 1998, chaque dimanche gras est fêté pour la Tchesse aux Macrales qui célèbre les procès des sorcières qui eurent lieu au XVIe siècle.

## Économie
La localité est reliée par les transports en commun aux villes de Namur (bus 21), Dinant (bus 35), Florennes/Mettet (bus 61) et Tamines (bus 150a).

## Personnalités liées à la commune
La peintre et historienne, Marie de Villermont, meurt dans la commune le 8 janvier 1925.